# 陆宗卿
陆宗卿（1931年—），中华人民共和国政治人物、外交官。
1987年，接替顾志方，担任中华人民共和国驻巴巴多斯大使。1990年，由周文重接任。